# Jeep Renegade
De Jeep Renegade is een auto van het Amerikaanse merk Jeep in de sub-SUV-klasse en wordt geassembleerd door de Fiat-fabrieken in Italië.  

## Geschiedenis
De eerste Jeep Renegade werd ontworpen in 2014 en heeft een aantal innovaties ondergaan. Zo werd voor de Europese verkoopmarkt de wagen uitgerust met een motor, die onder druk van de Europese emissienormen, werd gedownsized van 2400 cc naar 999 cc/1332 cc, waarbij het vermogen verminderde van 180 naar 130/150 pk. Het motorkoppel maakt de wagen hierdoor niet geschikt als echte terreinwagen. Een optie is echter wel een 4-wielaandrijving voor een betere wegligging, waarbij ook over ruw terrein kan worden gereden, terwijl een voorwielaandrijving standaard is. Doordat voor de Europese markt het model door Fiat wordt geproduceerd, is gekozen voor de techniek van de Fiat 500X en motoren van Fiat: een 999 cc turbo 3-cilindermotor van 120 pk en een 1332 cc turbo 4-cilindermotor van 150 pk. 
De Renegade is het kleinste model van Jeep. In de Verenigde Staten wordt het model standaard aangeboden met een 2,4 liter 4-cilinder turbomotor met 180 pk van Chrysler en is de 1,3 liter 4-cilinder turbomotor van Fiat optioneel te verkrijgen, gekoppeld aan een 9-versnellings automaat van Chrysler. Er is ook een plug-in hybride uitvoering (PHEV) beschikbaar.

## Concept auto

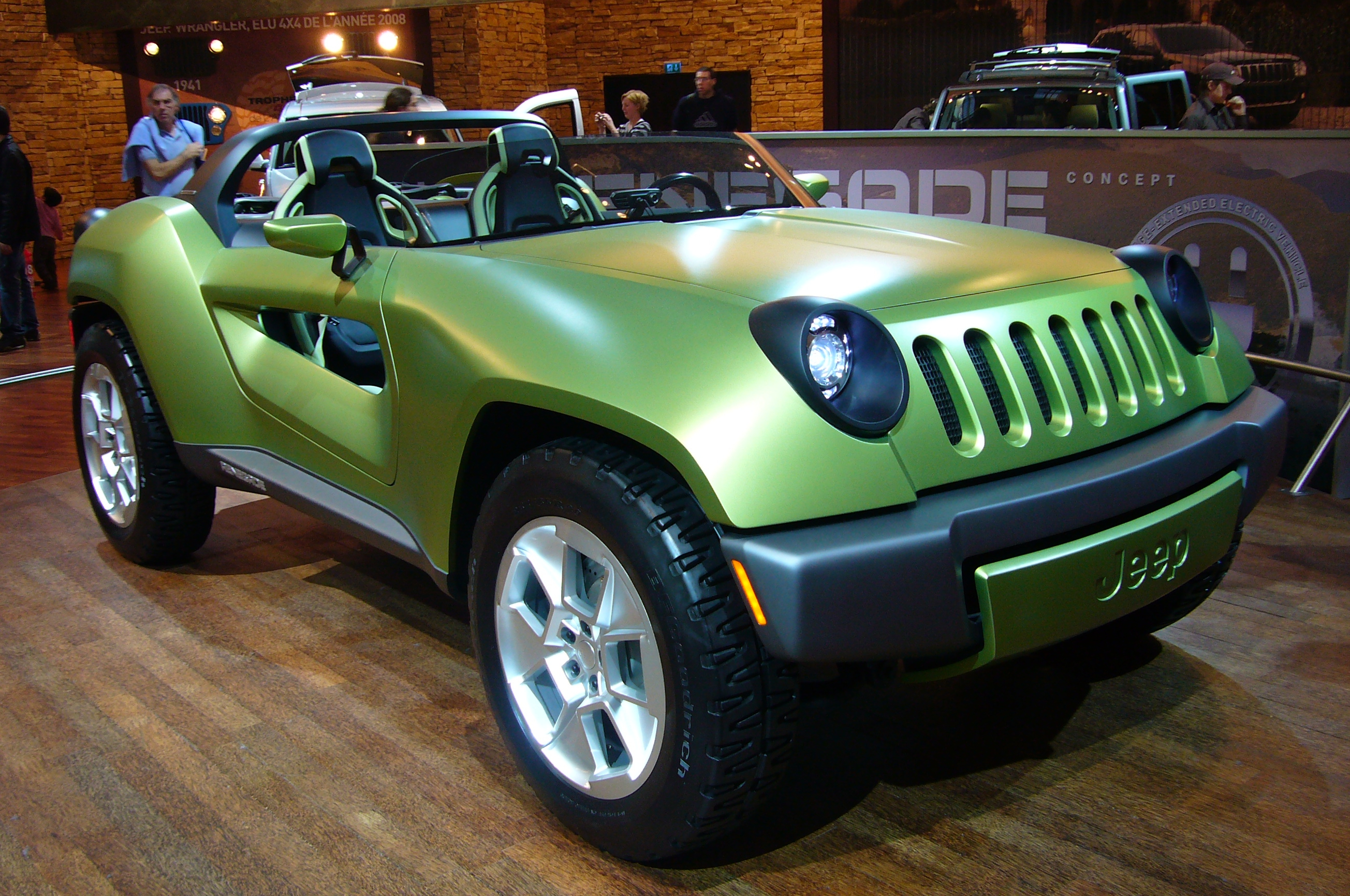
Jeep Renegade Concept-car

De Jeep Renegade begon als een conceptauto van het Amerikaanse merk Jeep. De auto werd voor het eerst getoond tijdens de North American International Auto Show van 2008. Het ging bij de Renegade vooral om de hybride-motor die een blik in de toekomst moest geven. Het model was een studiemodel en werd niet verder ontwikkeld.

### Model
De Jeep Renegade bestond volgens Jeep uit zo min mogelijk onderdelen, zo waren het onderstel en het interieur uit één stuk aluminium opgetrokken. De vloer van de auto was zo gemaakt dat water direct naar buiten wordt afgevoerd. De auto zou volledig recyclebaar zijn.

### Motor
De Renegade in concept-uitvoering was de eerste Jeep die beschikte over een hybride aandrijving. De motor bestond uit enerzijds twee elektromotoren die elk 134pk leverden en anderzijds een 1.5L Bluetec-dieselmotor die 115pk had. De totale actieradius van de auto kwam mede dankzij de elektrische aandrijving op 650 km.